# Elpinice
Elpinice (Ἐλπινίκη) (450 aC - fl. segle iv aC) va ser una dona de la noblesa de l'Atenes de l'antiguitat clàssica, filla de Milcíades el Jove i germana o germanastra de Cimó II.

## Biografia
Elpinice era filla de Milcíades el Jove (estrateg atenenc i tirà de les colònies gregues del Quersonès traci), i mitja germana de Cimó II (una important figura política atenesa).
Elpinice és citada per Plutarc a la seva obra Vides paral·leles al volum dedicat a la vida de Pèricles, on apareix dues vegades en enfrontaments polítics amb l'estadista atenès.
La llei atenenca permetia el matrimoni entre un germà i una germana si tenien mares diferents. Alguns relats diuen que Elpinice va estar durant un temps casada amb el seu germà, però més tard va ser entregada com a núvia a Càl·lies, un dels homes més rics d'Atenes, que se n'havia enamorat. Càl·lies s'havia casat amb Elpinice amb la condició de pagar, en nom de Cimó, la multa que s'havia imposat al seu pare Milcíades i per la qual Cimó havia heretat la responsabilitat. De la unió d'Elpinice i Càl·lies va néixer Hipònic.

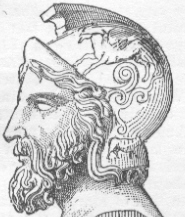
Milcíades el Jove, pare d'Elpinice
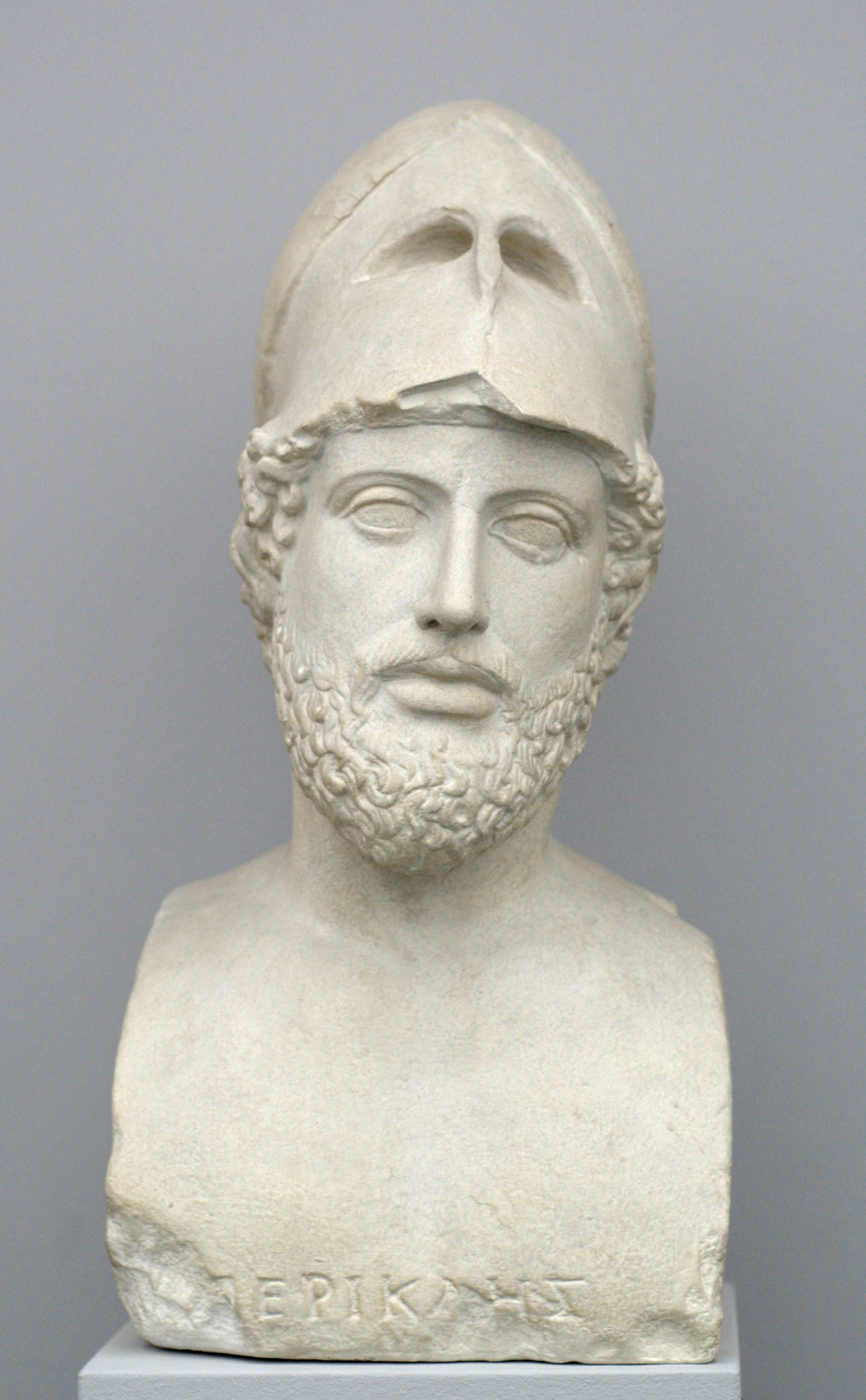
Pericles va retreure a Elpinice per ser una dona franca

Quan Cimó fou acusat de rebre suborns del rei Alexandre I de Macedònia, Elpinice va anar a veure a Pèricles per demanar paciència en l'actuació, i encara que Pèricles se la va treure del davant, va moderar la seva acusació. També sembla que Cimó va negociar amb Pèricles, per mitjà d'Elpinice, el seu retorn de l'exili.
Pericles va retreure a Elpinice per ser una dona franca. Quan la gent de l'illa de Samos es va revoltar contra el domini atenenc, Pèricles va iniciar una guerra contra ells i els va castigar enderrocant les muralles de la ciutat, confiscant els seus vaixells i obligant-los a pagar una multa important. En lloc de celebrar la victòria, Elpinice va ser una veu solitària que va assenyalar que es va guanyar sobre el propi poble d'Atenes en lloc de contra els seus veritables enemics estrangers com els fenicis o els medes. Pèricles la va retreure amb les paraules «Com a dona anciana no hauries d'ungir-te amb olis». Això la va ridiculitzar i va desestimar la gravetat de la seva acusació i, al mateix temps, va donar a entendre que l'únic poder de les dones radicava en la seva sexualitat.
Va ser una amant de l'artista Polignot de Tassos. En el seu quadre titulat Les Troianes captives, Laòdice, la dona troiana, està representada amb els trets d'Elpinice.
A la seva mort, va ser enterrada amb membres de la seva pròpia família de naixement i no amb els seu marit ni amb el seu amant. Això suggereix una continuada proximitat i lleialtat amb el seu germà.

## Art contemporani
Elpinice és una de les 1.038 dones que apareixen a l'obra d'art contemporani de Judy Chicago The Dinner Party (1979). El seu nom s'associa amb Aspàsia de Milet.